# Protocol RFB
RFB ("remot framebuffer") és un protocol obert i senzill per a l'accés remot a les interfícies gràfiques d'usuari. Com que funciona a nivell de framebuffer, és aplicable a tots els sistemes i aplicacions de finestres, inclosos Microsoft Windows, macOS, X Window System i Wayland. RFB és el protocol utilitzat en Virtual Network Computing (VNC) i els seus derivats.

## Descripció
Per defecte, un visor/client utilitza el port TCP 5900 per connectar-se a un servidor (o 5800 per accedir al navegador), però també es pot configurar per utilitzar qualsevol altre port. Alternativament, un servidor es pot connectar a un visor en "mode d'escolta" (per defecte al port 5500). Un avantatge del mode d'escolta és que el lloc del servidor no ha de configurar el seu tallafoc/NAT per permetre l'accés als ports especificats; la càrrega recau en el visor, cosa que és útil si el lloc del servidor no té coneixements informàtics, mentre que s'espera que l'usuari del visor tingui més coneixements.
Tot i que RFB va començar com un protocol relativament senzill, s'ha millorat amb funcions addicionals (com ara transferències de fitxers) i tècniques de compressió i seguretat més sofisticades a mesura que s'ha desenvolupat. Per mantenir una compatibilitat creuada perfecta entre les diferents implementacions de client i servidor VNC, els clients i servidors negocien una connexió amb la millor versió RFB i les opcions de compressió i seguretat més adequades que tots dos poden suportar.

## Història
RFB es va desenvolupar originalment a l'Olivetti Research Laboratory (ORL) com una tecnologia de visualització remota per ser utilitzada per un client prim senzill amb connectivitat en mode de transferència asíncron anomenada Videotile. Per tal de mantenir el dispositiu el més senzill possible, es va desenvolupar i utilitzar RFB amb preferència a qualsevol de les tecnologies de visualització remota existents.
RFB va trobar un segon ús i més durador quan es va desenvolupar VNC. VNC es va publicar com a programari de codi obert i l'especificació RFB es va publicar al web. Des de llavors, RFB ha estat un protocol gratuït que qualsevol pot utilitzar.
Quan ORL es va tancar l'any 2002, algunes de les persones clau darrere de VNC i RFB van formar RealVNC, Ltd., per tal de continuar el desenvolupament de VNC i mantenir el protocol RFB. El protocol RFB actual es publica al lloc web de RealVNC.